# آترویل (آیووا)
آترویل (به انگلیسی: Otterville) یک منطقهٔ مسکونی در ایالات متحده آمریکا است که در شهرستان بیوکانان، آیووا واقع شده‌است.